# Předpoklady vzniku postmoderny
Předpoklady pro vznik postmoderny je možné najít v krizi moderny, která postupně vyčerpala svoje možnosti a svůj potenciál. Toto dění našlo svůj původ v krizi způsobené snahou o racionální vysvětlení jakýchkoli skutečností, snahou o dosáhnutí univerzalistických koncepcí světa, rovněž hovoří i o úpadku osvíceneckých myšlenek a celkově o absenci pokroku. V uměleckých sférách došlo k ústupu avantgardních hnutí a všeobecnému ochabnutí zájmu o funkcionalismus.
K tomuto úpadku a pochybám o aktuálnosti moderní doby přispěl značnou mírou historismus, který moderna přijala a akcentovala ho jako esenciální požadavek inteligibility a všeobecný způsob osvojování si reality. Historismus zastával názor, že výhradně prostřednictvím odkrytí vývojového řetězce předmětu jsme schopni pochopit jeho podstatu. Z tohoto hlediska se dožadoval diachronního uspořádání zkoumaných událostí. Právě pomocí takovéhoto způsobu se mělo dopracovat k odkrytí a vyřešení základní otázky, logosu. Tato koncepce si vyžadovala pojetí historie, ve kterém absentují jakékoli trhliny. Úkolem stoupenců této koncepce byla snaha o sestavení jediné a univerzální historické postupnosti. Právě realizováním těchto zákonitostí vznikaly historické totality, které do sebe ctižádostivě pojímaly všechny dostupné kulturní fenomény.
Tohoto ideálu, který všechny konflikty, krize a nepředvídatelné dějinné události dokázal objasnit jako etapy, prostřednictvím kterých bylo možné dojít k finální jednotě, bylo poměrně komplikované se vzdát. Avšak lpění na jeho koncepcích není nepochopitelné. Zříct se ho představovalo ztrátu jistoty v konečné řešení dějin, v patronát jednoty, který nabízel. Takovéto zřeknutí se představovalo přijetí skutečnosti, že neexistuje nic absolutního a univerzálního, žádná vyšší jednota. Existence v neustálé nejistotě se tak měla stát trvalým stavem.
Historismus však nabízel i další možnost jak rozvíjet koncepci univerzalismu. Touto příležitostí byla snaha o dosažení univerzalistické koncepce skutečnosti a světa vůbec. Avšak takovéto ambice dosáhnout danou univerzalitu, ztvárněnou v představě dokonalé společnosti, si vyžadují moc, pro kterou bylo opět charakteristické uplatňování totalitních tendencí. Tyto snahy se neprojevovaly jen ve vyhrazených oblastech lidské činnosti, ale zasahovaly jich celou škálu. Nejvýrazněji se však prezentovaly v politicko-společenské oblasti euroamerického kontextu. Právě z tohoto prostředí, jak uvádí Zygmunt Bauman, pocházejí další impulsy ztráty důvěry v tento projekt. Naskytlo se k tomu hned několik příležitostí, konkrétně možnost na hlédnout na chorobně utkvělou představu projektu tisícileté Říše rajských zahrad a komunismu.  Jean-François Lyotard v daném případě hovoří o celkové destrukci konceptu univerzálnosti: 
„Můj argument je ten, že moderní projekt (projekt realizace univerzálnosti) nebyl opuštěn, zapomenut, nýbrž zničen, „likvidován“. Bylo tu vice způsobů zničení, více jmen, která jsou jeho symboly. Jako vzorové jméno pro tragické „nedokončení“ modernosti muže sloužit slovo „Osvětim“[...] Osvětim je zločin, který zahajuje postmoderní dobu, zločin urážky suverénního majestátu, nikoli už královražda, nýbrž lidovražda.“
Váha těchto událostí otřásla společností v celé její šířce. Způsoby a důsledky totalizace přivedly vizi univerzality k jejímu rozkladu. Je proto pochopitelné, že společnost na to reagovala vlnou skepse a nedůvěry v obrazy ideálního světa a v nástroje k jeho dosažení. 
"Spolu s Adornem se pozastavujeme nad tím, zda je možné psát poezii po Osvětimi, trápí nás ale také to, zda po Osvětimi, Gulagu a Hirošimě je možné komponovat oslavné hymny na počest civilizace a jejích věrných služebníků - vědy a techniky, zda věda, která vymyslela cyklon B a atomovou bombu, přinese opravdové osvobození, zda humanitní vědy opravdu humanizují, zda můžeme věřit, že lokomotivy, které vezly ztracence do Treblinky a na Kolymu, nás, neodsouzené či aspoň ještě neodsouzené, dovezou do dokonalé společnosti.“ 
	Právě ztroskotáním tohoto projektu praktické aplikace univerzalistických koncepcí světa, tedy projektu od kterého se očekávalo pojetí světa, ve kterém všechny události, které se odehrají, budou zákonité, předvídatelné a nevyhnutelné, se ve společnosti vytvořila vlna nedůvěry a pochyb v moderní racionalitu.
Nedůvěra v univerzalistické projekty se rovněž upevnila i ve výsledcích práce na poli sociologie, které dokazovaly, že výsledky lidského bádání, chápané jako koncepce světa a univerzální vědecké a filozofické systémy jsou formované určitým kulturním pozadím, avšak toto pozadí není možné předvídat a nepodléhá univerzálním zákonům.
Tyto skutečnosti vytvořily pevný sociální základ pro proražení postmoderních tendencí. Totalitní způsoby, adaptované moderním myšlením v úmyslu ideového sjednocení, způsobily v konečném důsledku rozklad jeho vlastních univerzalistických koncepcí skutečnosti, které si kladly za cíl potvrzovat a realizovat.
Ideje a nároky společnosti se změnily, snaha o realizaci doby jako jediného a všeobecně platného projektu upadla, dochází ke změně a zmnožení perspektiv a do povědomí se začíná dostávat pluralistické vidění světa. Postmoderna se rodí tam, kde hyne celek.